# Vincenzo Pepe
Vincenzo Pepe (Napoli, 4 aprile 1987) è un calciatore italiano, attaccante del Real Belvedere.

## Caratteristiche tecniche
Centrocampista o attaccante esterno.

## Carriera
Milita per due stagioni consecutive in Serie B, con le maglie di Avellino e Salernitana, collezionando rispettivamente 26 e 21 presenze nella serie cadetta. Dopo la retrocessione in Lega Pro con i "granata", milita una stagione nel Siracusa. Il 31 luglio 2012, Pepe firma un contratto biennale con il Lanciano, neopromosso in Serie B.. Pepe passa in prestito alla Nocerina, nel mercato invernale, squadra in Lega Pro. Il 24 agosto 2013 si trasferisce a titolo definitivo alla Pro Vercelli.

### Messina
Il 3 agosto 2014 firma un contratto con la squadra siciliana del Messina, con cui esordisce in gare ufficiali nella partita di Coppa Italia persa per 3-1 sul campo del Pontedera il 10 agosto 2014; nel corso dell'incontro mette anche a segno il suo primo gol con la nuova squadra. 

### Martina Franca
Nella sessione di mercato successiva, viene ceduto al Martina. In occasione di Vigor Lamezia-Martina Franca (1-1) segna il primo gol con la sua nuova maglia dando in momentaneo vantaggio alla sua squadra.

## Palmarès
- Serie D: 2

Potenza: 2017-2018 (girone H)
Avellino: 2018-2019 (girone G)
- Scudetto Dilettanti: 1

Avellino: 2018-2019